# Corey Nelson
Corey Nelson (Dallas, 22 aprile 1992) è un giocatore di football americano statunitense che gioca nel ruolo di linebacker nella National Football League (NFL). Al college giocò a football ad Oklahoma.

## Carriera professionistica

### Denver Broncos
Nelson fu scelto nel corso del settimo giro (242º assoluto) del Draft 2014 dai Denver Broncos. Debuttò come professionista subentrando nella gara della settimana 1 vinta contro gli Indianapolis Colts. La sua prima stagione si chiuse mettendo a segno 10 total tackle e 7 assist (comb. tackle 17), disputando tutte le 16 partite, nessuna delle quali come titolare. Nella stagione successiva gioca tutte le 16 partite mettendo a segno 13 total Tackle, 3 assist e 1 sack (comb. tackle 16). Il 7 febbraio 2016, fece registrare un tackle nel Super Bowl 50, dove i Broncos batterono i Carolina Panthers per 24-10, laureandosi campione NFL.
Nelson nel 2016 giocò tutte le 16 partite tra cui 5 come titolare facendo registrare un record in carriera di 67 tackle.
Il 21 ottobre 2017, Nelson fu inserito nella lista infortuni subendo un intervento chirurgico per uno strappo al bicipite.
Prima dell'infortunio giocò 5 partite registrando 4 tacke.

### Philadelphia Eagles
Il 14 marzo 2018 Nelson firmò un contratto di un anno con i Philadelphia Eagles. Venne svincolato il 26 agosto 2018.

### Atlanta Falcons
Il 10 settembre 2018 firmò con gli Atlanda Falcons nella quale giocò una sola partita senza fare registrare alcuna statistica. Venne svincolato il 22 settembre 2018.

### Tampa Bay Buccaneers
Il 3 Gennaio 2019 firma un contratto con i Tampa Bay Buccaneers. Il 30 agosto 2019 venne svincolato.

### Denver Broncos
Il 2 settembre 2019, Nelson firmò nuovamente con i Broncos giocando 7 partite nella quale realizzò 10 prima di subire nuovamente uno strappo al bicipite, restando escluso per il resto della stagione.

## Palmarès

### Franchigia
- Super Bowl : 1

Denver Broncos: 50
- American Football Conference Championship: 1

Denver Broncos: 2015